# Halvmåne på sagen
Halvmåne på sagen (en: Half Moon Investigations) er en roman fra 2006 skrevet af den irske forfatter Eoin Colfer. Den er oversat til dansk af Stig W Jørgensen. Bogen er illustreret af Kev Walker og er udgivet på Forlaget Sesam. Bogen retter sig mod børn fra 11 år og opad og hovedpersonen er Fletcher Moon.

## Referat
Fletcher Moon er privatdetektiv, eller det syntes han i hvert fald selv. Da Fletcher kun er 12 år er der dog ikke mange, som tager ham seriøst. Fletcher har gået på Bernstein akademiet i Washington i et år og tog derfra med både skilt og praktisk håndbog.
Siden da har Fletcher løst en række ufarlige sager for skolebørn, og klar til noget nyt.
Det får han, da han bliver tvunget ind i en sag mellem en gruppe piger, og en af skolens bøller, Herod Sharkly.